# Radoslav Kováč
Radoslav Kováč (Praga, 27 de novembro de 1979) é um ex-futebolista checo, que atuava como defensor.

## Carreira
Bom jogador que joga tanto na defesa quanto no meio-campo. O Spartak Moscou o contratou do Sparta Praga, clube no qual Kováč conquistou a Copa da República Checa em 2004, ao derrotar o Baník Ostrava na partida final. Em 2009, foi emprestado ao West Ham United.
Encerrou a carreira em 2016.

## Seleção
Kováč já figurava na seleção desde as categorias de base, atuando nas Olimpíadas de 2000 e na EuroCopa Sub-21 em 2002, torneio em que saiu campeão. Foi de muita importância na campanha de sua seleção nas eliminatórias para a Copa de 2006, sendo também convocado para a Copa do Mundo 2006 e Euro 2008.